# Parhippopsicon albovittatum
Parhippopsicon albovittatum är en skalbaggsart som beskrevs av Stefan von Breuning 1978. Parhippopsicon albovittatum ingår i släktet Parhippopsicon och familjen långhorningar. Inga underarter finns listade i Catalogue of Life.